# Toril Førland
Toril Førland (* 24. April 1954 in Oslo) ist eine ehemalige norwegische Skirennläuferin. Sie war Anfang der 1970er Jahre eine der besten Slalomläuferinnen der Welt.
Ihre ersten Weltcuppunkte holte sie als 15-Jährige im März 1970. Knapp zwei Jahre später gewann sie zunächst bei den Junioreneuropameisterschaften in Madonna di Campiglio Gold im Riesenslalom und Silber im Slalom. Schließlich gewann sie bei den Olympischen Winterspielen 1972 in Sapporo in der nur zu den Weltmeisterschaften zählenden Kombination die Bronzemedaille.
In den beiden folgenden Jahren platzierte sie sich insgesamt sechs Mal bei Weltcuprennen unter den besten Zehn. Ihr bestes Resultat erreichte sie im Januar 1973 mit Rang 4 im Slalom von Chamonix.
Bei den Weltmeisterschaften 1974 erreichte sie im Slalom und in der Abfahrt zwei achte Plätze. In der Kombinationswertung ergab das Rang 5.